# Tilapia bemini
Tilapia bemini är en fiskart som beskrevs av Thys van den Audenaerde 1972. Tilapia bemini ingår i släktet Tilapia och familjen Cichlidae. IUCN kategoriserar arten globalt som akut hotad. Inga underarter finns listade i Catalogue of Life.